# Skarpretter
 For alternative betydninger, se Skarpretter (band).
En skarpretter er en offentlig ansat person der skal fuldbyrde dødsdomme, oprindeligt ved halshugning med sværd eller økse, men undertiden anvendes ordet synonymt med bøddel.

## I Danmark
Danmarks sidste skarpretter var Carl Peter Herman Christensen, som imidlertid aldrig udførte en henrettelse. Den sidste skarpretter som udførte en henrettelse i Danmark, var Jens Carl Theodor Seistrup, Carl Christensens forgænger. Det skete i 1892 da han henrettede brandstifteren og vaneforbryderen Jens Nielsen i Horsens Statsfængsel.
Efter Anden Verdenskrig blev 46 nazi-sympatisører henrettet under retsopgøret, men de var dømt for forbrydelser begået i krigstid, og folk der henrettede de dømte regnes derfor ikke for at være skarprettere.